# Euproctis ochroneura
Euproctis ochroneura är en fjärilsart som beskrevs av Turner 1931. Euproctis ochroneura ingår i släktet Euproctis och familjen tofsspinnare. Inga underarter finns listade i Catalogue of Life.